# Реагент Фентона
Реагент Фентона (англ. Fenton reagent) — водний розчин НООН та солі заліза (II), служить для генерації гідроксильних радикалів. Використовується в реакціях оксидації (пр., оксидація гідроксильних груп у карбонільні):
CH3CH(OH)COOH —a→ CH3COCOOH
де a — H2O2, FeSO4.